# Victor Mihalachi
Victor Mihalachi, född den 24 februari 1989, är en rumänsk kanotist.
Han tog bland annat VM-guld i C-2 500 meter i samband med sprintvärldsmästerskapen i kanotsport 2011 i Szeged.